# 明石市立天文科学館

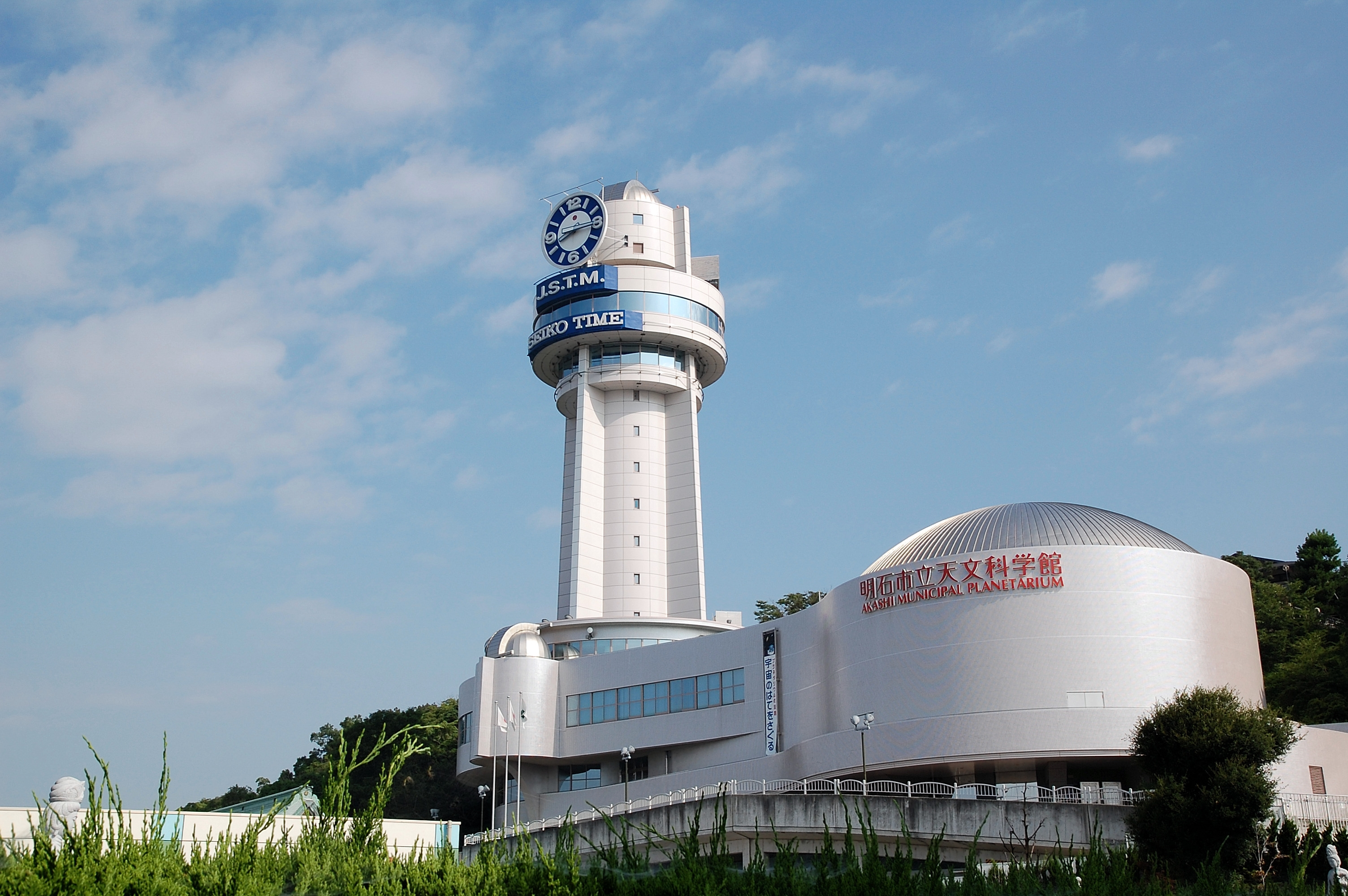
右のドームがプラネタリウム投影室

明石市立天文科学館（あかししりつてんもんかがくかん）は、兵庫県明石市にある、日本標準時子午線上に建つ「時と宇宙」をテーマとした科学館。
館の南側をJR西日本山陽本線（JR神戸線）と、山陽電鉄本線が通っており、車窓や沿線地域からもタワーがよく見えることから、明石市のランドマークにもなっている。

## 歴史
1960年（昭和35年）に開館。日本に現存する天文科学館の中では、最初に竣工した館として知られている。一番館の玄関横を通る子午線上に漏刻が設置され、また「JSTM」（Japan Standard Time Meridian=日本標準時子午線）と表示された時計塔がある。この塔は東経135度の日本標準時子午線の直上に建設されており、日本標準時子午線を示す標柱の役割もある。
1995年（平成7年）の阪神・淡路大震災では館が被害を受けたが、1998年（平成10年）3月15日に新装開館した。同年建設省が発表した公共建築百選の一つに選定されている。また2010年（平成22年）には、開館50周年を迎え、同時に建物が国の登録有形文化財に登録された。
プラネタリウムが特に有名であり、伝統的な手動操作の主投影機に各種補助投影機やスライドなどを組み合わせて、学芸員の肉声解説・穏やかな生声ナレーションによる生番組等を投影している。このプラネタリウムについては、閉館後にプラネタリウムを借り切って投影を行う権利が2018年より明石市のふるさと納税の返礼品となっており、実際に投影も行われている。
2020年2月25日、塔時計の寄贈者であるセイコーホールディングス（東京）が実施した塔時計の大規模修繕工事（外観の修繕、LED化）が完了した。塔時計は、初代が1960年の開館時に設置されたもので、2代目が1978年に設置されたが、1995年の阪神・淡路大震災で被災し、発生時刻の午前5時46分で止まったため、3代目が1997年に設置された。
地上からの熱によるゆらぎの影響を出来る限り抑えるために時計塔の最上階・16階に作られた天体観測室には、口径40センチメートルの反射式天体望遠鏡が設置され、月1回実施される天体観望会で公開されている。
日本博物館協会会員館。兵庫県博物館協会加盟館。全国科学博物館協議会加盟館。博物館法に基づく兵庫県教育委員会指定施設（博物館に相当する施設）である。またひょうごっ子ココロンカード、のびのびパスポートの対象施設になっている。明石市のご当地マンホールカード配布担当施設である。指定管理者制度を導入せず、明石市の直営である。

### 年表
- 1960年（昭和35年）6月10日 - 天文科学館が開館[15]
- 1978年（昭和53年） - プラネタリウム投影機のオーバーホール（1回目）
- 1989年（平成元年） - プラネタリウム投影機のオーバーホール（2回目）
- 1998年（平成10年）3月15日 - 兵庫県南部地震復旧工事後のリニューアルオープン[15]
- 2002年（平成14年） - プラネタリウム投影機のオーバーホール（3回目）
- 2010年（平成22年）1月 - プラネタリウム投影機のオーバーホール（4回目）
- 2010年（平成22年）5月29日 - 展示室を全面的にリニューアル[15]
- 2010年（平成22年）9月10日 - 国の登録有形文化財（建造物）に登録[16]
- 2012年（平成24年）8月 - プラネタリウム投影機の稼働年数が日本一（実質東洋一）となる
- 2014年（平成26年）3月15日 - プラネタリウムの椅子取替工事を終え、リニューアルオープン
- 2015年（平成27年）12月7-8日 - プラネタリウム投影機の整備・点検[17]
- 2020年（令和2年）2月25日 - 塔時計の大規模修繕工事（外観の修繕、ＬＥＤ化）が完了[18]
- 2022年（令和4年）9月29日-10月23日 - プラネタリウムのオーバーホール（分解整備）の実施[19]
- 2023年（令和5年）11月15日 - 第4回日本博物館協会賞受賞[20][21]。

### 時の記念日
明石市立天文科学館は1960年（昭和35年）の時の記念日に開館した。毎年、時の記念日には無料開放や子午線通過記念証の配布（1964年から実施）が行われている。

## 主な施設
- プラネタリウム（2階）
- 情報処理室（2階）
- 天文サロン（2階）
- 展示室（3階）
  - 時のギャラリー
  - 天文ギャラリー
  - 特別展示室
  - 観測資料室
- 日時計広場（4階）
- キッズルーム（4階）
- 展望室（13-14階）
- 天体観測室（16階）
- 塔時計
- 野外日時計

### プラネタリウム概要

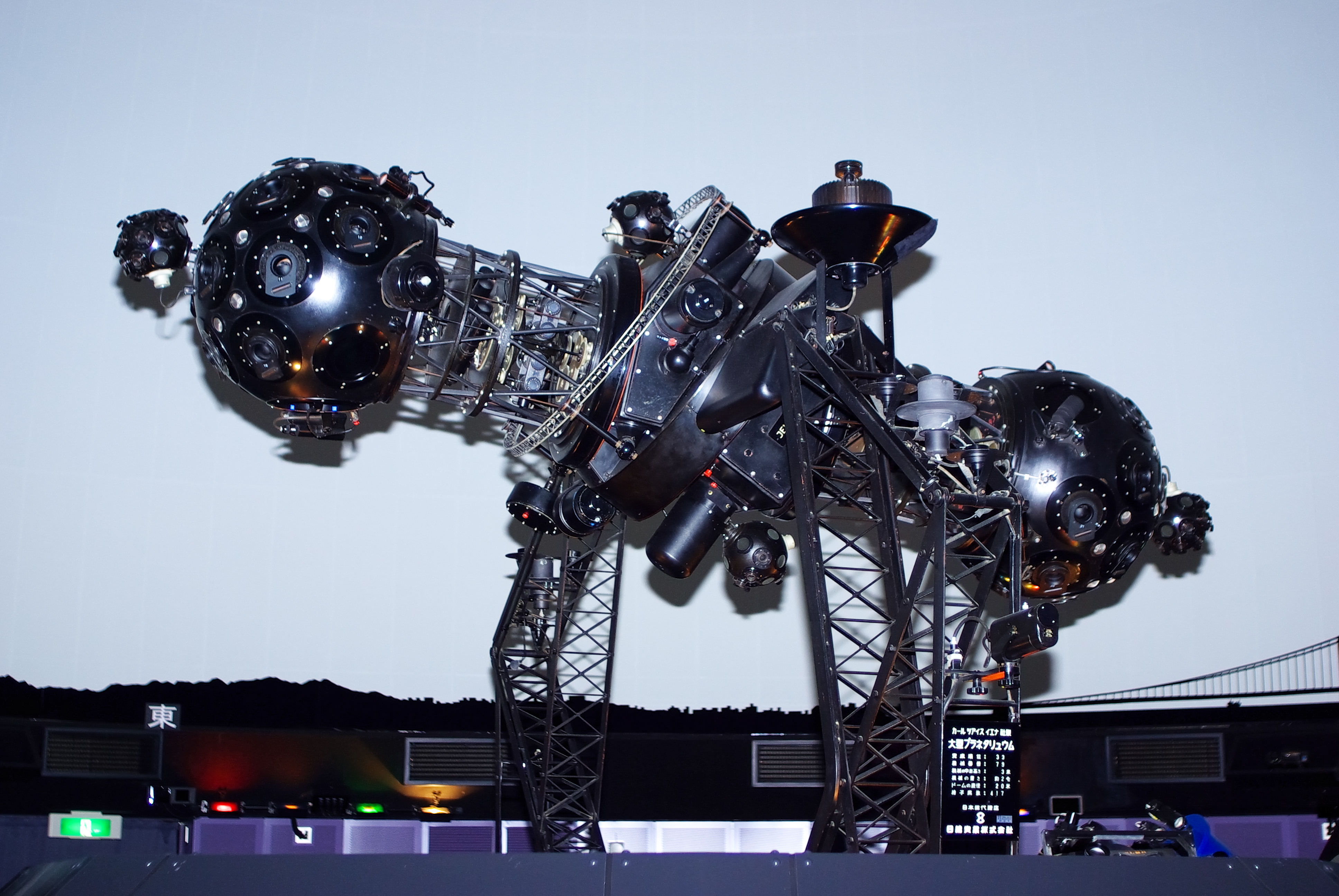
カール・ツァイス・イエナ製プラネタリウムUniversal23/3(UPP 23/3)

- 本体製造 - カール・ツァイス・イエナ社（旧東ドイツ）[22]
- 機種 - Universal23/3 (UPP 23/3)
- 公開 - 1960年6月10日[22]（2015年（平成27年）3月時点では日本国内で現役最古[22][23][24][25]。世界でも5番目に古い現役大型投影機。また国内で最も長期運用[26]となった）。長年にわたって“名古屋市の発注で製作されたが、伊勢湾台風の影響でキャンセルとなり、明石にやってきた”との説が広く信じられていた[27]。実際に導入が決定されたのは伊勢湾台風が来襲する前だという[注釈 2]。
- ドーム直径 - 20m
- 座席数 - 417席
- 2017年よりコニカミノルタプラネタリウムのデジタル投影機「SUPER MEDIAGLOBE II」を導入し、映像表現を強化している。

### 塔時計概要
- 現在の塔時計は3代目。服部セイコー（現・セイコーホールディングス。事業はセイコータイムシステムが継承）より寄贈を受けて1997年6月18日に設置。
- 全高56m、展望40m[29]。
- 文字盤直径：6.2メートル、重量：約4トン。
- 2代目塔時計も服部時計店（→服部セイコー）より寄贈を受け1978年12月1日に設置[注釈 3]。阪神・淡路大震災で被災し震災発生時刻で停止した。1995年2月17日に仮復旧の後、1996年10月30日に震災復旧工事のため撤去され神戸学院大学へ移設した。
- 初代の時計塔は開館と同時に設置されたものである[29]。

## 交通
- 山陽電気鉄道 人丸前駅 徒歩約2分
- JR西日本明石駅から 徒歩約15分

## 熟睡プラ寝たリウム
日本プラ寝たリウム学会が主催するプラネタリウム実施中に睡眠可能なイベント。明石市立天文科学館では自分の枕の持ち込みも可能で、一睡もしなかった人には「完徹証明書」、眠った人には「熟睡証明書」が贈られた。

## 周辺情報
- 人丸山公園
  - 柿本神社
  - 月照寺
- 長寿院
- 休天神社
- アスピア明石
- ピオレ明石
- 魚の棚商店街
- 明石市立文化博物館